# Comando Argala
El Comando Argala, también conocido como Comando Itinerante, fue un grupo secreto de ETA fundado en 1978 por Domingo Iturbe Abasolo 'Txomin'. Estaba formado exclusivamente por ciudadanos franceses y era el brazo ejecutor de la Dirección de ETA. Con dependencia directa y sucesiva de los jefes de esta organización: Txomin, Txikierdi, Azkoiti y Pakito. Ningún otro miembro de la organización terrorista sabía de su existencia.
Actuó durante casi 12 años (1978-1990) sin que sus miembros fueran identificados hasta su caída en abril de 1990. Sus atentados, a menudo de muy alto impacto, fueron atribuidos a otros grupos de ETA.

## Principales atentados
- José Legasa Ubiría (1978),[3] industrial;
- José Francisco Mateu Cánoves (1978), magistrado del Tribunal Supremo;
- Constantino Ortín Gil (1979), general de división y Gobernador Militar de Madrid;
- Luis Gómez Hortigüela (1979), teniente general del Ejército de Tierra;
- Víctor Lago Román (1982),[4] general de división, jefe de la División Acorazada Brunete;
- Guillermo Quintana Lacaci, teniente general del Ejército (1984);[5]
- Cristóbal Colón de Carvajal, vicealmirante y miembro del Estado Mayor de la Armada (1986);
- Atentado contra Cuartel de la Guardia Civil de Zaragoza (1987);[6]
- Atentado contra la Dirección General de la Guardia Civil en Madrid (1988);[7]
- José María Martín-Posadillo e Ignacio Barangua Arbués (1989), oficiales del Cuerpo de Intendencia del Ejército de Tierra;
- Carmen Tagle (1989),[8] fiscal de la Audiencia Nacional.

## Componentes

#### Principales miembros
- Henri Parot 'Unai'
- Jacques Esnal
- Jean Parot
- Frédéric Haramboure 'Txistor'
- Jean Pierre Erramundeguy[9]
- Jean Vincent García
- Jean Philippe Sáez[10]

#### Colaboradores ocasionales
- Françoise Marhuenda[11]
- Jean Philippe Casabonne[12]